# Разреженная матрица

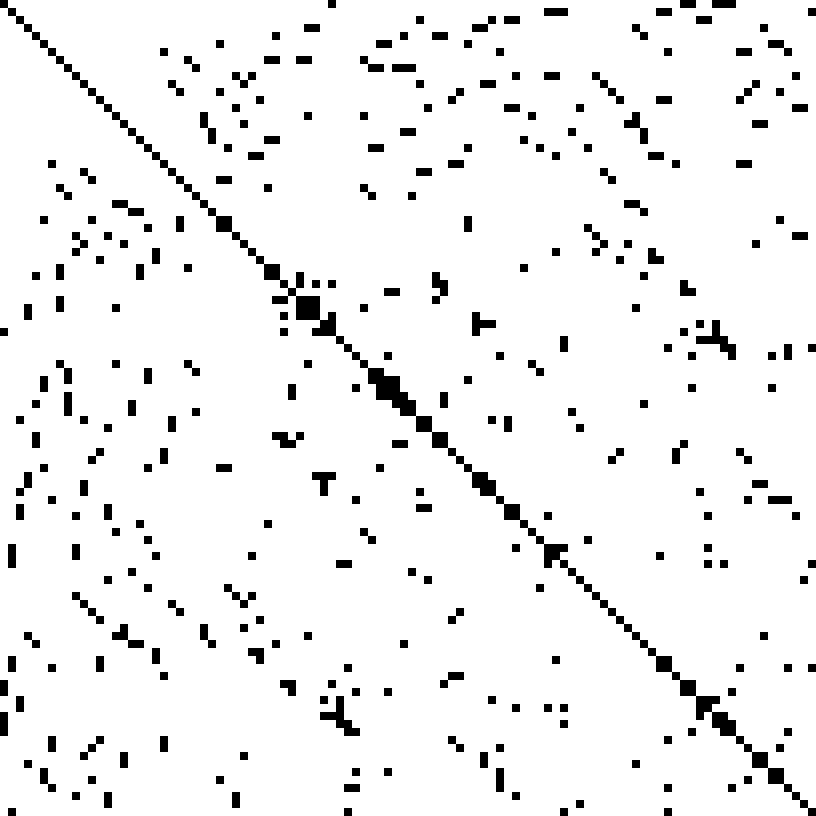
Разрежённая матрица получается при использовании метода конечных элементов в двух измерениях. На картинке ненулевые элементы показаны чёрным

Разре́женная/разрежённая матрица — матрица с преимущественно нулевыми элементами. В противном случае, если бо́льшая часть элементов матрицы ненулевая, матрица считается плотной или заполненной.
Среди специалистов нет единства в определении того, какое именно количество ненулевых элементов делает матрицу разрежённой. Разные авторы предлагают различные варианты. Для матрицы порядка n число ненулевых элементов:
- есть O(n). Такое определение подходит разве что для теоретического анализа асимптотических свойств матричных алгоритмов;
- в каждой строке не превышает 10 в типичном случае;
- ограничено {\displaystyle n^{1+\gamma }}, где {\displaystyle \gamma <1}.
- таково, что для данного алгоритма и вычислительной системы имеет смысл извлекать выгоду из наличия в ней нулей[1].

Огромные разрежённые матрицы часто возникают при решении таких задач, как дифференциальное уравнение в частных производных.
При хранении и преобразовании разрежённых матриц в компьютере бывает полезно, а часто - и необходимо, использовать специальные алгоритмы и структуры данных, которые учитывают разрежённую структуру матрицы. Операции и алгоритмы, применяемые для работы с обычными, плотными матрицами, применительно к большим разрежённым матрицам работают относительно медленно и требуют значительных объёмов памяти. Однако разрежённые матрицы могут быть легко сжаты путём записи только своих ненулевых элементов, что снижает требования к компьютерной памяти.

## Представление
Существует несколько способов хранения (представления) разрежённых матриц, различающихся:
- удобством изменения структуры матрицы (активно используется косвенная адресация) — это структуры в виде списков и словарей.
- скоростью доступа к элементам и возможной оптимизацией матричных вычислений (чаще используются плотные блоки-массивы, увеличивая локальность доступа к памяти).

Словарь по ключам (DOK — Dictionary of Keys)
строится как словарь, где ключ — это пара (строка, столбец), а значение — это соответствующий строке и столбцу элемент матрицы.
Список списков (LIL — List of Lists)
строится как список строк, где строка — это список узлов вида (столбец, значение).
Список координат (COO — Coordinate list)
хранится список из элементов вида (строка, столбец, значение).
Сжатое хранение строкой (CSR — Compressed Sparse Row, CRS — Compressed Row Storage, Йельский формат)
Мы представляем исходную матрицу {\displaystyle M^{n\times m}}, содержащую {\displaystyle N_{NZ}} ненулевых значений в виде трёх массивов:
- массив значений — массив размера {\displaystyle N_{NZ}}, в котором хранятся ненулевые значения, взятые подряд из первой непустой строки, затем идут значения из следующей непустой строки и т. д.
- массив индексов столбцов — массив размера {\displaystyle N_{NZ}} хранит номера столбцов соответствующих элементов из массива значений.
- массив индексации строк — массив размера {\displaystyle n+1} (кол_во_строк + 1), для индекса {\displaystyle i} хранит количество ненулевых элементов в строках с первой до {\displaystyle i-1} строки включительно, стоит отметить что последний элемент массива индексации строк совпадает с {\displaystyle N_{NZ}}, а первый всегда равен {\displaystyle 0}.

Примеры:

Пусть {\displaystyle M={\begin{pmatrix}1&2&0\\0&4&0\\0&2&6\end{pmatrix}}}, тогда 
```
массив
_значений
          
=
 
{
1
,
 
2
,
 
4
,
 
2
,
 
6
}

массив
_индексов_столбцов
 
=
 
{
0
,
 
1
,
 
1
,
 
1
,
 
2
}

массив
_индексации_строк
  
=
 
{
0
,
 
2
,
 
3
,
 
5
}
 
-- в начале хранится 0, как запирающий элемент

```

Пусть {\displaystyle M={\begin{pmatrix}1&2&0&3\\0&0&4&0\\0&1&0&11\end{pmatrix}}}, тогда 
```
массив
_значений
          
=
 
{
1
,
 
2
,
 
3
,
 
4
,
 
1
,
 
11
}

массив
_индексов_столбцов
 
=
 
{
0
,
 
1
,
 
3
,
 
2
,
 
1
,
  
3
}

массив
_индексации_строк
  
=
 
{
0
,
 
3
,
 
4
,
 
6
}
 
-- в начале хранится 0, как запирающий элемент

```

Для того, чтобы восстановить исходную матрицу, нужно взять некоторое значение {\displaystyle v} в первом массиве и соответствующий индекс {\displaystyle i_{v}:Arr_{values}[i_{v}]=v},

тогда номер столбца {\displaystyle n_{c}=Arr_{cols}[i_{v}]}, а номер строки {\displaystyle n_{r}} находится, как наименьшее {\displaystyle n_{r}}, для которого {\displaystyle Arr_{rows}[n_{r}+1]\geq i_{v}+1}, это удобно, например, при матричном умножении на плотный вектор
```
void
 
smdv
(
const
 
crsm
 
*
A
,
 
double
 
*
b
,
 
const
 
double
 
*
v
)
 
// b += Av

{

    
// crsm это структура {int n, int m, int nnz, double aval[], double aicol[], double airow[]};

	
for
(
int
 
row
 
=
 
0
;
 
row
 
<
 
n
;
 
++
row
)

		
for
(
int
 
i
 
=
 
A
->
airow
[
row
];
 
i
 
<
 
A
->
airow
[
row
+
1
];
 
++
i
)

			
b
[
row
]
 
+=
 
A
->
aval
[
i
]
 
*
 
v
[
A
->
aicol
[
i
]];

}

```

Сжатое хранение столбцом (CSС — Compressed Sparse Column, CСS — Compressed Column Storage)
То же самое, что и CRS, только строки и столбцы меняются ролями — значения храним по столбцам, по второму массиву можем определить строку, после подсчётов с третьим массивом — узнаём столбцы.

## Библиотеки программ
Для вычислений с разрежёнными матрицами создан ряд библиотек для различных языков программирования, среди них:
- SparseLib++ (C++)[2]
- uBLAS (C++, в составе Boost)[3]
- SPARSPAK (Фортран)[4]
- CSparse (Си)[5]
- Модуль Sparse из библиотеки SciPy (Python)[6][7]
- Модуль SparseArrays[8] из стандартной библиотеки Julia.